# Antoniterkloster Bamberg
Das Antoniterkloster Bamberg ist ein ehemaliges Kloster der Antoniter in Bamberg in Bayern in der Diözese Bamberg.

## Geschichte
Einen sicheren Beleg für die Existenz des Klosters gibt es zwar erst aus dem Jahr 1481, doch bereits im Jahr 1454 wird das Kloster urkundlich erwähnt. Das Antoniushaus in Bamberg fiel, wie viele andere kirchliche Einrichtungen in Franken, dem Bauernkrieg des Jahres 1525 zum Opfer. Es wurde besetzt und ausgeplündert. Die Brüder flüchteten nach Isenheim. 1548 befand es sich nachweislich nicht mehr im Besitz des Ordens.
Zu dem Kloster gehörten ein kleines Krankenhospital und eine Kapelle.